# Tessé-Froulay
Tessé-Froulay är en kommun i departementet Orne i regionen Normandie i nordvästra Frankrike. Kommunen ligger i kantonen Juvigny-sous-Andaine som tillhör arrondissementet Alençon. År 2022 hade Tessé-Froulay 377 invånare.

## Befolkningsutveckling
Antalet invånare i kommunen Tessé-Froulay
| Referens: INSEE |